# Općina Sveti Nikole
Općina Sveti Nikole (makedonski: Општина Свети Николе) je jedna od 80 općina Republike Sjeverne Makedonije koja se prostire na istoku Sjeverne Makedonije. 
Upravno sjedište ove općine je grad Sveti Nikole.

## Zemljopisne osobine
Općina Sveti Nikole graniči s općinama Kumanovo i Kratovo na sjeveru, s općinom Probištip na istoku, s općinama Štip i Lozovo graniči na jugu, te s općinom Petrovec na zapadu.
Ukupna površina Općine Sveti Nikole je 482.89 km².

## Stanovništvo
Općina Sveti Nikole ima 18 497 stanovnika. Po popisu stanovnika iz 2002. nacionalni sastav stanovnika u općini bio je sljedeći; .

## Naselja u Općini Sveti Nikole
Ukupni broj naselja u općini je 32, od toga je 31 selo i jedan grad Sveti Nikole.

## Pogledajte i ovo
- Sveti Nikole
- Sjeverna Makedonija
- Općine Sjeverne Makedonije

## Vanjske poveznice
- Općina Sveti Nikole na stranicama Discover Macedonia